# Castellina Marittima
Castellina Marittima es una localidad italiana de la provincia de Pisa, región de Toscana, con 1996 habitantes.

Ubicación de la ciudad de Castellina Marittima dentro de la provincia de Pisa.

## Evolución demográfica
| Gráfica de evolución demográfica de Castellina Marittima entre 1861 y 2001 |
|                                                                            |
| Fuente ISTAT - Elaboración gráfica por parte de Wikipedia                  |